# Beierolpium flavum
Beierolpium flavum es una especie de arácnido del orden Pseudoscorpionida de la familia Olpiidae.

## Distribución geográfica
Se encuentra en Somalia.